# Der Sohn des Hannibal (1918)
Der Sohn des Hannibal ist ein deutscher Stummfilm von 1918 aus dem Pferdesport- und Wettrennmilieu. Viggo Larsen führte Regie und spielte auch die Hauptrolle.

## Handlung
Die Geschichte spielt überwiegend auf einer Berliner Rennbahn und erzählt von den dramatischen Ereignissen rund um den Turf, den Pferden und den Wetteinsätzen, von denen so vieles im Leben fanatischer Pferdenarren abhängt und die so manche Spielernatur an den Rand der Existenzvernichtung getrieben hat. Im Mittelpunkt des Geschehens steht der elegante Rennstallbesitzer Graf Ferdinand Muntaniz. Er hat gerade ein Rennpferd gekauft, das ein Nachkomme des legendären Hengstes „Hannibal“ ist. „Imperator“ heißt das edle Tier, und von seinen Rennerfolgen hängt des Grafen Wohl und Wehe ab.
Muntaniz ist von der Wettleidenschaft gepackt, und er benötigt die anvisierten Gewinne dringend. Sein Kontrahent heißt Graf Szivarwany, mit dem er die Wette eingeht, dass Imperator bereits sein erstes Derby als Sieger bestreiten wird. Doch bald zeigt sich, dass auf dem Turf nicht alles mit rechten Dingen zugeht. Nicht immer gewinnt das beste Pferd im Stall und oft bestimmen Schiebung und Mauscheleien die Rennausgänge. Graf Muntaniz muss schließlich infolge diverser verlustreicher Vorgänge Imperator wieder verkaufen, doch die Wetten auf sein edles Rennross haben seine vorherigen Verluste längst ausgeglichen.

## Produktionsnotizen
Der Sohn des Hannibal entstand im Frühsommer 1918 auf einer Berliner Pferderennbahn und wurde vermutlich im August oder September desselben Jahres in Berlin uraufgeführt. Die Originallänge des Vierakters betrug 1232 Meter.

## Kritik
„Das glänzende Spiel Viggo Larsens, der die Rolle eines Aristokraten auch wahrhaft aristokratisch zu geben versteht und dabei sympathisch für sich einnimmt, gehört zu den besten Leistungen dieses beliebten Künstlers. Selbst sein Regisseur hat er sich einen Rahmen geschaffen, der die bewegte Handlung wirkungsvoll hervorhebt. (…) Eine gute Idee ist mit schönen Bildern vorteilhaft verbunden, wodurch das Stück von Erfolg begleitet ist.“